# Nicrophorus morio
Nicrophorus morio (лат.) — вид жуков-мертвоедов из подсемейства могильщиков. Типовой экземпляр хранится в ЗИН РАН (голотип самец).

## Описание
Жуки с длиной тела 17—30 мм. Надкрылья одноцветные чёрного цвета; эпиплевры — также чёрного цвета. Переднеспинка щитовидная. Ребра эпиплевр надкрылий около плечевых бугорков имеют ряд длинных тёмных щетинок. Булава усика чёрная, шаровидная.

## Ареал
Россия: Нижнее Поволжье, Астраханская область, Заволжье, Южный Урал; северная часть Казахстана (вдоль гор Джунгарского Алатау проникает в среднеазиатскую часть республики), юг Сибири (на восток до Забайкалья), северо-запад Китай и Монголия.

## Биология
Являются некрофагами: питаются падалью как на стадии имаго, так и в личиночной стадии. Жуки закапывают трупы мелких животных в почву (за что жуки и получили своё название «могильщики») и проявляют развитую заботу о потомстве — личинках, подготавливая для них питательный субстрат.
Откладывание яиц происходит в июне-июле. Из отложенных яиц выходят личинки с 6 малоразвитыми ногами и группами из 6 глазков с каждой стороны. Интересной особенностью могильщиков является забота о потомстве: хотя личинки способны питаться самостоятельно, родители растворяют пищеварительными ферментами ткани трупа, готовя для них питательный «бульон». Это позволяет личинкам быстрее развиваться. Личинки развиваются около 30 суток. Субстратом для питания личинок чаще всего выступают трупы млекопитающих массой 30—45 г. Затем личинки зарываются глубже в землю, где окукливаются, превращаясь во взрослых жуков. Ряд личинок 3-го возраста окуклившись, впадают в диапаузу, другие же дают новое поколение жуков. Стоит отметить, что новое поколение является способным активно передвигаться и питаться, но не участвует в размножении. Осенью имаго нового поколения впадают в диапаузу. Отличие в постройке гнезда от других видов заключается в наличии дополнительной камеры для «родителей».